# Havoc (2005)
Havoc is een film uit 2005 onder regie van Barbara Kopple.

## Verhaal
Allison en Emily zijn erg rijk en nog meer verwend, wonend in Los Angeles. Ze worden geïnteresseerd in de hiphopcultuur in de gettowijk East L.A. Maar nadat ze in aanraking komen met een Mexicaanse drugdealer, is hun leven in gevaar.

## Rolverdeling
| Acteur               | Personage    |
| -------------------- | ------------ |
| Anne Hathaway        | Allison Lang |
| Bijou Phillips       | Emily        |
| Shiri Appleby        | Amanda       |
| Michael Biehn        | Stuart Lang  |
| Joseph Gordon-Levitt | Sam          |
| Matt O'Leary         | Eric         |
| Freddy Rodríguez     | Hector       |
| Alexis Dziena        | Sasha        |